# Gaio Celio Censorino
Gaio Celio Censorino (latino: Gaius Caelius Censorinus; Sant’Arpino, IV secolo – IV secolo) è stato un politico romano, durante l'età costantiniana.

## Biografia
Censorino fu candidato pretore, candidato al consolato, curatore della Via Latina, della Regio VII Etruria e di Cartagine, esattore dell'oro e dell'argento della III provincia, consolare di Sicilia e della Campania sotto Costantino I, del quale fu anche comes e aiutò ad abbellire Atella, ricevendo un'iscrizione in suo onore dai cittadini atellani.